# У тихој води
У тихој води (енгл. Into the Water) је други роман британске ауторке Поле Хокинс (енгл. Paula Hawkins) објављен 5. фебруара 2017, први је био Девојка из воза. Српско издање је објавила издавачка кућа Вулкан из Београда 2017. године. Постао је бестселер Сандеј тајмсa и појавио се на листи Њујорк Тајмса као бестселер из 2017. Критике генерално нису биле тако позитивне као за њен дебитантски трилер. Неколико критичара је било збуњено мноштвом ликова, јер је роман испричан из угла једанаест ликова, као и сличностима њихових гласова. У фебруару 2017. године, пре него што је књига први пут објављена, Варајети је изјавио да је Дримворкс откупио право на адаптацију филма, са La La Land, за произвођаче су предложени Марк Плат и Џаред Лебоф.

## О књизи
Након необјашњиве смрти своје сестре Нел у реци у подножју литице, Џулс Абот се враћа у Бекфорд, измишљени град у Нортамберленду, да брине о својој нећаки Лени. Роман је испричан у мешавини наратива у првом и трећем лицу. Џулс се удаљила од своје сестре Нел због инцидента из њиховог детињства. Нел је претпоставила да је она завела њеног дечка Робија иако је, у ствари, он сексуално злостављао Џулс. Лена је бесна на тетку што није разговарала са њеном мамом и верује да је она скочила у реку за дављенике, место где је умрло више жена током историје града. Лена је за смрт своје пријатељице Кејти окривила мајчину опседнутост реком. Џулс не верује да је њена сестра извршила самоубиство, чула је страх у њеној последњој гласовној поруци када ју је молила да се виде. Она је о томе обавестила детектива Шона Таунсенда, чију узнемиреност је осетио детектив наредник Ерин Морган док су радили на случају, сазнавши касније да је и његова мајка извршила самоубиство у реци за дављенике.
Хелен Таунсенд остаје у кући свог свекра Патрика након мужеве преваре. Кејтиној мајци Луиз је лакнуло након што је Нел преминула јер ју је сматра одговорном за инспирисање девојчица за реку за дављенике. Њен син Џош је, међутим, престрављен што она није била у кући када је Нел умрла. Џулс тражи мајчину наруквицу коју је Нел носила све време и шокирана је када открије да недостаје. Луиз проналази међу Кејтиним стварима таблете за мршављење и каже Шону да Нелино убиство треба да буде објављено не знајући да је Кејти замолила Лену да јој их купи. Ленин наставник Марк Хендерсон проналази Нелину наруквицу у Хелениној фиоци док јој претура собу. Џош и Лена му разбијају прозоре у знак освете за Кејтину смрт. Џош каже Шону да је Марк завео Кејти, а Лена открива да се она жртвовала како би заштитила Марка од хапшења јер су имали незаконити однос. Луиз се љути на Лену јер је крила информације од ње, а она јој признаје да је претила Кејти да ће прекинути њену везу са Марком. Након што Луиз оде, каже Џулсу да јој је Нел претила.
Лена чека Марка у његовој кући и покушава да га убије, али је на крају повређена, везана и киднапована. Суочавају се у Кејтиној кући где говори Лени да је волео Кејт и да није убио Нел. Док се свађају, Лена убија Марка. Говори Џулсу да је Нел ипак убијена, што сазнаје од Марка који јој каже да је Хелен Таунсенд у својој канцеларији сакрила наруквицу која је нестала након Нелине смрти. Џулс одлази у кућу Таунсенда и оптужује Хелен да је убила Нел. Патрик, Шонов отац, тада признаје да је убио Нел као и своју жену Лорен пре много година. Месецима након Патриковог признања, ликови напуштају Бекфорд. Џул и Лена одлазе у Лондон и учвршћују своју везу, а Патрик је у затвору. Хелен и Шон одлазе заједно, али Шон једног дана нестаје и она га не тражи. Шон, на непознатој локацији, покушава да се помири сам са собом и признаје да је управо он убио Нел.

## Критике
Literary Hub је објавио да је 63% критичара оценило негативно књигу, док је 19% и 6% критичара изразило помешане и позитивне утиске. За разлику од општег признања који је Хокинс добила за Девојку из воза, У тихој води је примила различите критике. Ауторка крими романа Вал Макдермид је написала у Гардијану да је присутна велика сличност тона и регистра једанаест наративних гласова тако да их је готово немогуће разликовати, што узрокује монотоност и не подржава говорне обрасце Нортамберленда. Сели Њуол из Индепендента се сложила да гласови нису били довољно различити и да је била полу заробљена романом. У Њујорк тајмсу је Џенет Маслин написала да је Хокинсов циљ да створи неизвесност прерастао у конфузију. Лав Робсон je написао za New Statesman да је роман прихватљив, похвалио га је и ставио у исти ранг са Девојком iz возa. Ју-Ес-Еј тудеј je такође похвалиo роман сугеришући да Хокинс, под утицајем Хичкока, има кинематографско око и слух за језиви, евокативни језик.

## Преводи
Године 2017. је техерански издавач Kuleh Poshty Publications изјавио да је компанија за коју ради добила право да преведе књигу у Ирану након што је затражио дозволу ауторке телефонским позивом. Запослио је пет преводилаца који су радили на различитим деловима књиге.